# 激突!お笑いルーレット
『激突!お笑いルーレット』（げきとつ おわらいルーレット）は、1981年4月1日から同年9月2日までフジテレビ系列で放送されていた関西テレビ製作の演芸番組である。放送時間は毎週水曜 22:00 - 22:54 （日本標準時）。

## 概要
同じく水曜22:00枠で放送されていた『東西対抗お笑いルーレット』のリバイバル版で、東西のお笑い芸人たちが「お題拝借」の方式で演芸合戦を繰り広げる模様を放送していた。
参加芸人たちは、「ネタ・ボード」と呼ばれる表示板に記されている38個（1 - 36,0,00）の「題」の中からルーレットで選ばれた、まったく関係のない2つのお題をもとにして3分間漫才や落語を行った。そしてそれを、4人の審査員たちが持ち点25点の計100点満点で採点した。それを4回戦まで行い、合計得点の多いチームが勝者となった。勝利チームおよび最高得点を挙げた芸人には、ルーレットをかたどったトロフィーと賞金が贈られた。番組には双方の応援団として、有名女子大学のチアリーダーが週替わりで登場した。
番組前半はロート製薬の一社提供で、後半はロート製薬以外の複数社（牛乳石鹸共進社をはじめとした複数社）による提供で放送されていた。

## 出演者

### 司会
- 上岡龍太郎
- マッハ文朱

### 演者
- ザ・ぼんち
- 今いくよ・くるよ
- ゆーとぴあ
- B&B
- コメディNo.1
- 明石家さんま
- 西川のりお・上方よしお
- 春やすこ・けいこ
- 太平サブロー・シロー
- おぼん・こぼん
- 島田紳助・松本竜介
- 桂文珍
- 月亭八方

### 審査員
- 藤本義一
- 横山ノック

| フジテレビ系列 水曜22:00枠 【前半部分のみロート製薬一社提供枠】 | フジテレビ系列 水曜22:00枠 【前半部分のみロート製薬一社提供枠】 | フジテレビ系列 水曜22:00枠 【前半部分のみロート製薬一社提供枠】                        |
| 前番組                                                          | 番組名                                                          | 次番組                                                                                 |
| --------------------------------------------------------------- | --------------------------------------------------------------- | -------------------------------------------------------------------------------------- |
| 相性診断!ザ・ピッタンコ （1980年5月14日 - 1981年3月25日）       | 激突!お笑いルーレット （1981年4月1日 - 1981年9月2日）           | 三枝の愛ラブクリニック ↓ 三枝の愛ラブ!爆笑クリニック （1981年9月16日 - 1985年3月27日） |